# Motim na Costa do Marfim em 2017
Motim na Costa do Marfim de 2017 refere-se a um grande motim que eclodiu em janeiro de 2017 dentre o exército da Costa do Marfim. Os amotinados, em sua maioria ex-rebeldes das Forces Nouvelles que haviam sido integrados nas forças armadas em 2011, eram motivados por queixas sobre suas condições de vida e questões salariais. Assumindo o controle de nove cidades em todo o país, os rebeldes pressionaram o governo a aceitar suas demandas, após o consentimento do governo das quais o motim terminou pacificamente.